# Winter World University Games 2025/Teilnehmer (Portugal)
| Gelbes Symbol für Goldmedaillen mit stilisierten Olympischen Ringen | Graues Symbol für Silbermedaillen mit stilisierten Olympischen Ringen | Braundes Symbol für Bronzemedaillen mit stilisierten Olympischen Ringen |
| ------------------------------------------------------------------- | --------------------------------------------------------------------- | ----------------------------------------------------------------------- |
| —                                                                   | —                                                                     | —                                                                       |

Portugal nahm mit 2 Athleten an den Winter World University Games 2025 in Turin teil.

## Teilnehmer nach Sportarten

### Ski Alpin
| Athleten          | Wettbewerbe  | 1. Lauf     | 1. Lauf | 2. Lauf     | 2. Lauf | Gesamt      | Gesamt |
| Athleten          | Wettbewerbe  | Zeit        | Rang    | Zeit        | Rang    | Zeit        | Rang   |
| ----------------- | ------------ | ----------- | ------- | ----------- | ------- | ----------- | ------ |
| Frauen            |              |             |         |             |         |             |        |
| Vanina Guerillot  | Riesenslalom | 1:07,90 min | 38      | 1:06,91 min | 35      | 2:14,81 min | 36     |
| Vanina Guerillot  | Slalom       | 41,84 s     | 31      | 40,85 s     | 29      | 1:22,69 min | 29     |
| Männer            |              |             |         |             |         |             |        |
| Corentin Gatignol | Riesenslalom | 1:07,38 min | 63      | 1:09,39 min | 64      | 2:16,77 min | 62     |
| Corentin Gatignol | Slalom       | DNF         | DNF     | DNF         | DNF     | DNF         | DNF    |